# Olho de Hórus
O Olho de Hórus, ou Udyat é um símbolo oriundo do Antigo Egito. Dentre seus muitos significados e usos, os mais comuns e genéricos são os de poder e proteção, além da relação com Hórus, o deus dos faraós. É um dos amuletos egípcios mais populares de todos os tempos.
Conta a lenda que o Hórus ao reencarnar traria consigo em seu "novo" corpo a marca do olho de Hórus em um dos dedos da mão direita o fazendo ser reconhecido pelos sacerdotes do templo, que levaria em conta outras demais características físicas para reconhecer a veracidade da sua reencarnação, como sinais ou marcas abaixo do peito (tórax) e no pé esquerdo. Sinais que representariam marcas da luta de Hórus com Set.

## História
Segundo o mito egípcio, o olho esquerdo de Hórus simbolizava a lua e o direito, o sol. Durante um duelo pouco depois da formação do universo, o deus Set arrancou o olho esquerdo de Hórus, o qual foi substituído por este amuleto. Como o amuleto não lhe dava plena visão, foi-lhe posta também uma serpente sobre sua cabeça. Após se  recuperar, Hórus organizou novas batalhas que o levaram à vitória decisiva sobre Set.
O amuleto, então, passou a representar a união do olho humano com a vista do falcão, animal simbólico de Hórus. Era usado, em vida, para afugentar o mau-olhado e, após a morte, contra infortúnios do Além.

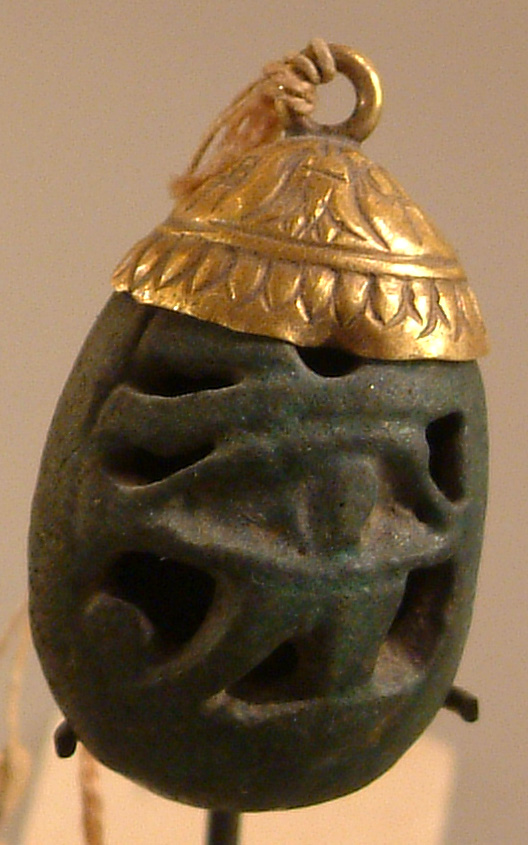
Amuleto com o olho de Hórus, no Museu do Louvre, França

O Olho esquerdo representa a informação abstrata, controlado pelo lado direito do cérebro, é representado pela lua, e simboliza um lado feminino, com sentimentos, intuição, e a capacidade de enxergar um lado espiritual.
O olho direito de Hórus representa a informação concreta, que é controlada pelo lado esquerdo do cérebro. Esse lado é responsável pelo entendimento de letras e números, e é mais voltado ao universo de um modo masculino.
Uma teoria (ainda hoje propagada na internet)  afirma que os egípcios também utilizavam o Olho de Hórus como parte de seu sistema numérico, em pequenos fragmentos. As partes do olho representavam frações, cada parte com seu valor.

## Uso místico e religioso
Algumas religiões fundamentalistas descrevem o Olho de Hórus como um símbolo maligno e satânico, acusando associações fraternais como a franco-maçonaria e os Illuminati de serem usuárias deste símbolo. Outros, mais acadêmicos ou místicos, relacionam o símbolo ao do Olho Onividente, famoso por aparecer nas notas de um dólar americano. Comumente interpretado via simbolismo maçônico, afirma-se que o Olho Onividente representa a onisciência e onipresença da Divindade conforme concebida por cada iniciado. Em varias religiões e seitas de cunho gnóstico, mágico, feiticeiral e esotérico, é tido como um amuleto de proteção contra os males.

### Na maçonaria
Na maçonaria em específico, o Olho Onividente pode ser equiparado a um simulacro do Olho de Hórus. No simbolismo comum partilhado por vários ritos, o Olho Onividente faz parte da simbólica do Grande Arquiteto do Universo por representar, como já afirmado, Sua onipresença e onisciência dentro e fora das lojas. Digno de nota também são as interpretações particulares fechadas ao rito popularmente chamado de maçonaria egípcia.

### No espiritualismo

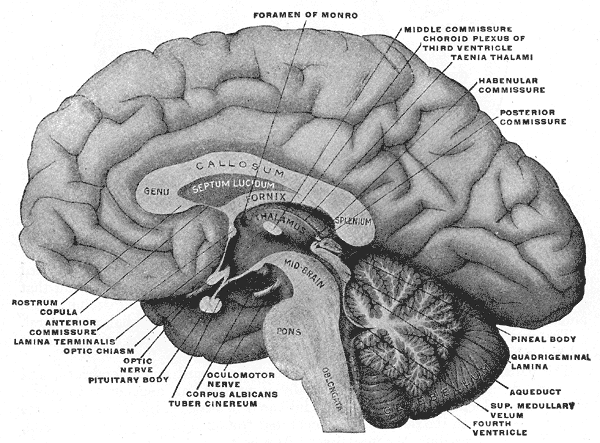
Corte sagital mediano do cérebro

Algumas obras espíritas, como a Missionários da Luz, psicografado por Chico Xavier descrevem a glândula pineal como a interface de união substancial entre o corpo e a alma. A revista Neuroendocrinology Letters, v. 34, n. 8 de 2013, compara as teorias já descritas no livro, com as conclusões científicas à época.
Devido a semelhança entre a representação do Olho de Hórus e o corte transversal que revela a estrutura que circunda a glândula pineal, mais a semântica da frase "olho-que-a-tudo-vê", algumas crenças espiritualistas acreditam ser esta a representação simbólica adequada para este hieróglifo. Num mapeamento direto, ficaria:
A pupila  = Tálamo
O canto esquerdo do olho = Glândula pineal
A sobrancelha = Corpo caloso
O rabo curvado =  Bulbo raquidiano
A lágrima = Hipotálamo + Hipófise

## Uso  na medicina
Existem várias explicações sobre sua origem. Uma dela é de que o símbolo deriva do "Olho de Hórus" um símbolo mitológico do Egito antigo, que significa proteção, restabelecimento da saúde, intuição e visão. Os egípcios usavam o símbolo para afastar o perigo, a doença e má sorte, sendo muito parecido com a abreviação Rx'. O símbolo se originou da lenda sobre Hórus (ou Harpócrates), o deus egípcio da guerra, filho de Osíris (deus dos mortos) e Ísis (deusa da magia), que lutou contra seu tio, o deus Set (deus do Caos, e irmão de Osíris e Ísis), que assassinara seu pai, pelo trono do Egito. Numa das disputas, Set arrancou o olho esquerdo de Hórus (a Lua), mas ele foi curado  e a sua visão restaurada, quando To-hu-ti (deus da sabedoria) uniu as partes e sobre elas derramou leite de gazela. Finalmente, após 80 anos, Hórus, com sua visão restaurada, derrotou Set, vingando seu pai, recuperando o trono e unificando novamente o Egito.[carece de fontes?]
O símbolo Rx une um olho humano com as marcas de um falcão, ou as cicatrizes da restauração, pois Hórus tinha  cabeça de falcão. O símbolo tem sido usado por séculos, representando saúde e proteção. Outra teoria sobre o símbolo (que precede as prescrições de muitos médicos, até hoje) é a de que deriva do latim "recipere", significando "recuperação".  Quando os médicos precisavam prescrever a fórmula do medicamento, misturando e compondo seus ingredientes, a abreviação Rx era completada por uma ordem, como fiat mistura, que significa "faça-se a mistura". Outra teoria é a de que Rx fosse uma invocação ao deus romano Júpiter, para que o tratamento fosse efetivo; por isso, nos manuscritos médicos antigos, todos os Rx eram cruzados.[carece de fontes?]

## Uso  na matemática

Representação dos valores aritméticos do Olho de Hórus

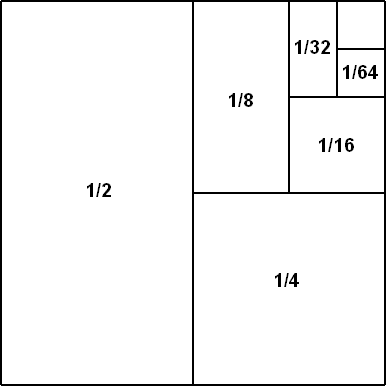
Frações representadas na figura de um quadrado.

Uma teoria curiosa ainda propagada na Internet afirma que, no Egito Antigo, a maioria das frações, eram escritas na soma de duas ou mais unidades fracionárias (sendo 1 o numerador). Ou seja, ao invés de utilizar a fração 3⁄4, seria escrito no valor 1⁄2 + 1⁄4. Diferentes partes do Olho de Hórus foram aparentemente utilizados pelos egípcios para representar a divisão das primeiras potências de 2:
O lado direito do olho = 1⁄2
A pupila  = 1⁄4
A sobrancelha = 1⁄8
O lado esquerdo do olho = 1⁄16
O rabo curvado =  1⁄32
A lágrima = 1⁄64
O papiro matemático de Rhind contém tabelas das "frações do olho de Hórus".
Entretanto, estudos dos anos 70 até os atuais relacionados a matemática egípcia mostram que esta teoria é falaciosa e fraudulenta, com Jim Ritter desmistificando-a definitivamente em 2003. Apesar de os símbolos matemáticos serem semelhantes às partes que constituem o olho de Hórus, suas origens são distintas.

## Galeria

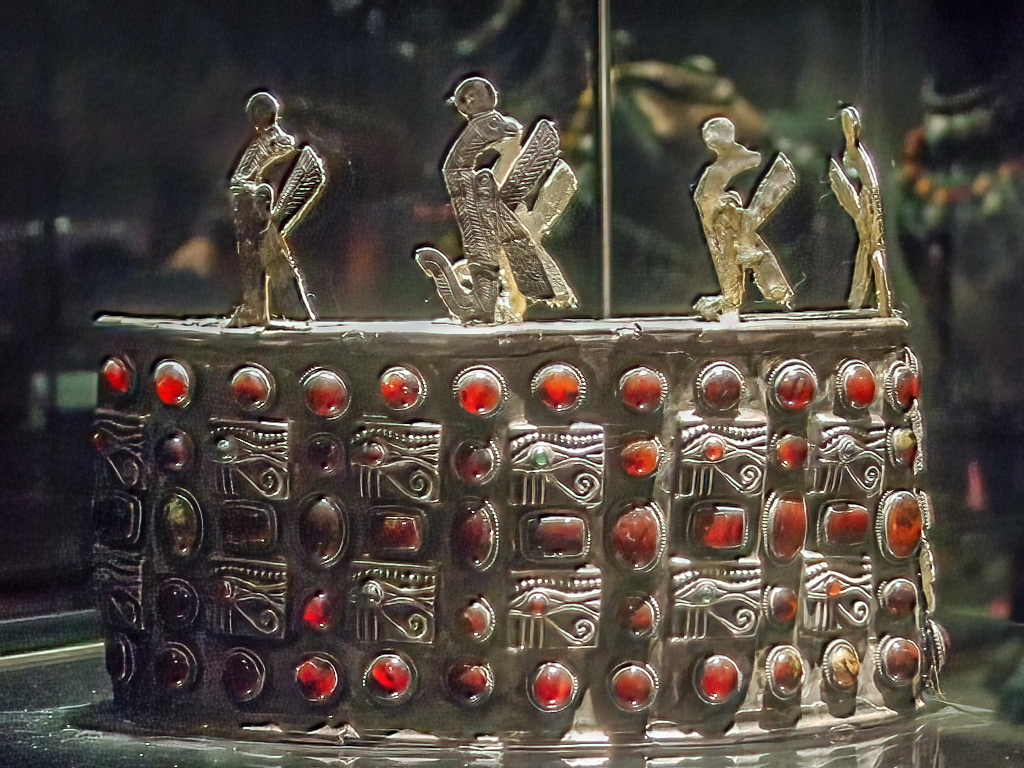
A coroa de um rei nubiano
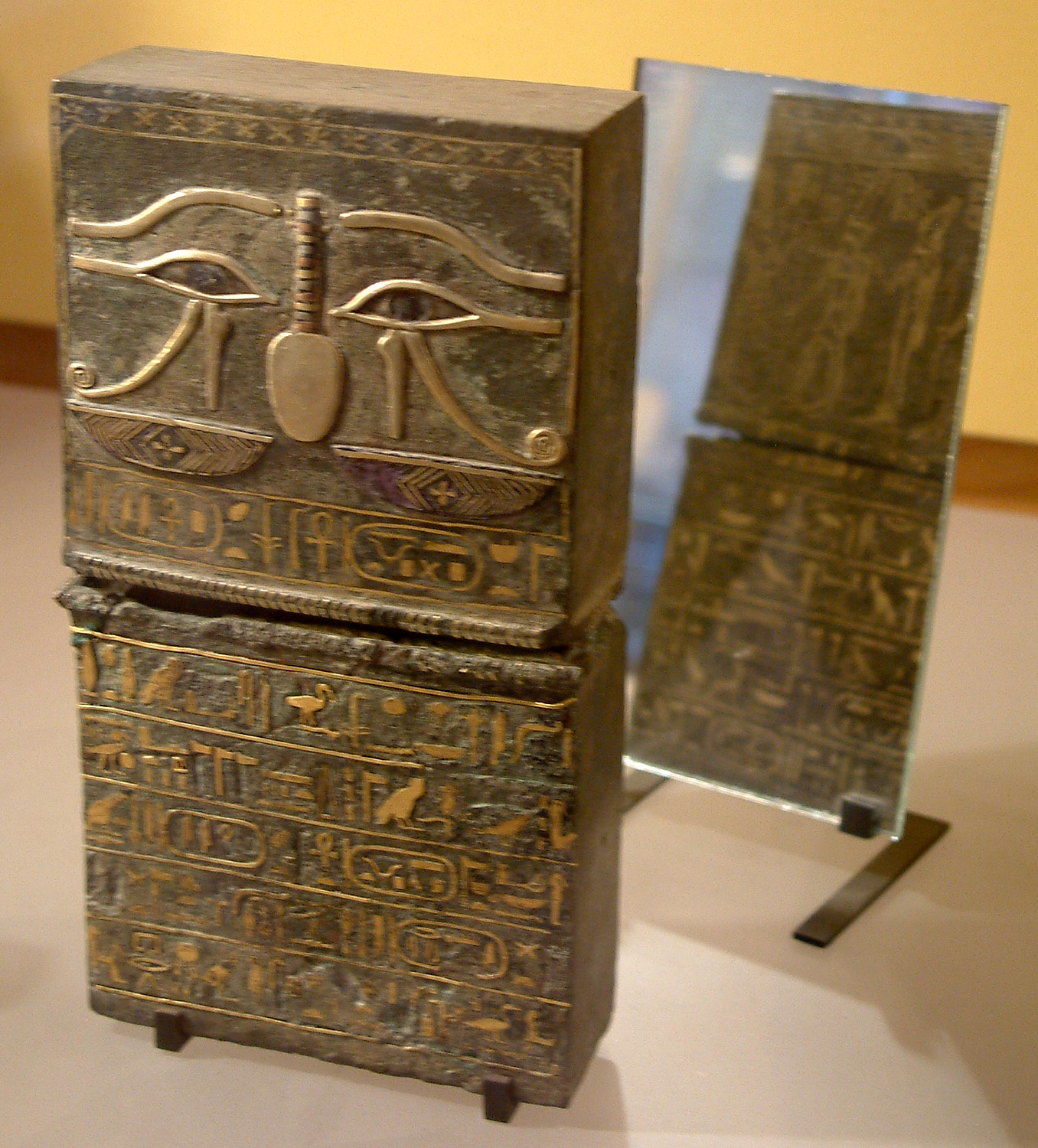
Caixa de madeira decorada com bronze, prata, mármore e ouro
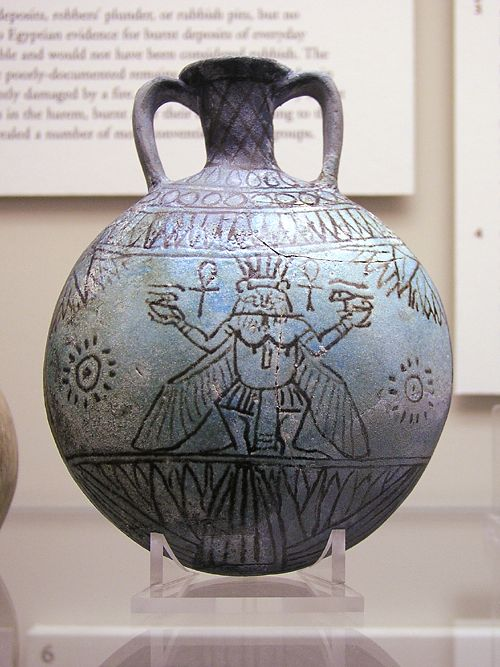
No vaso de faiança, Bes segurando olhos
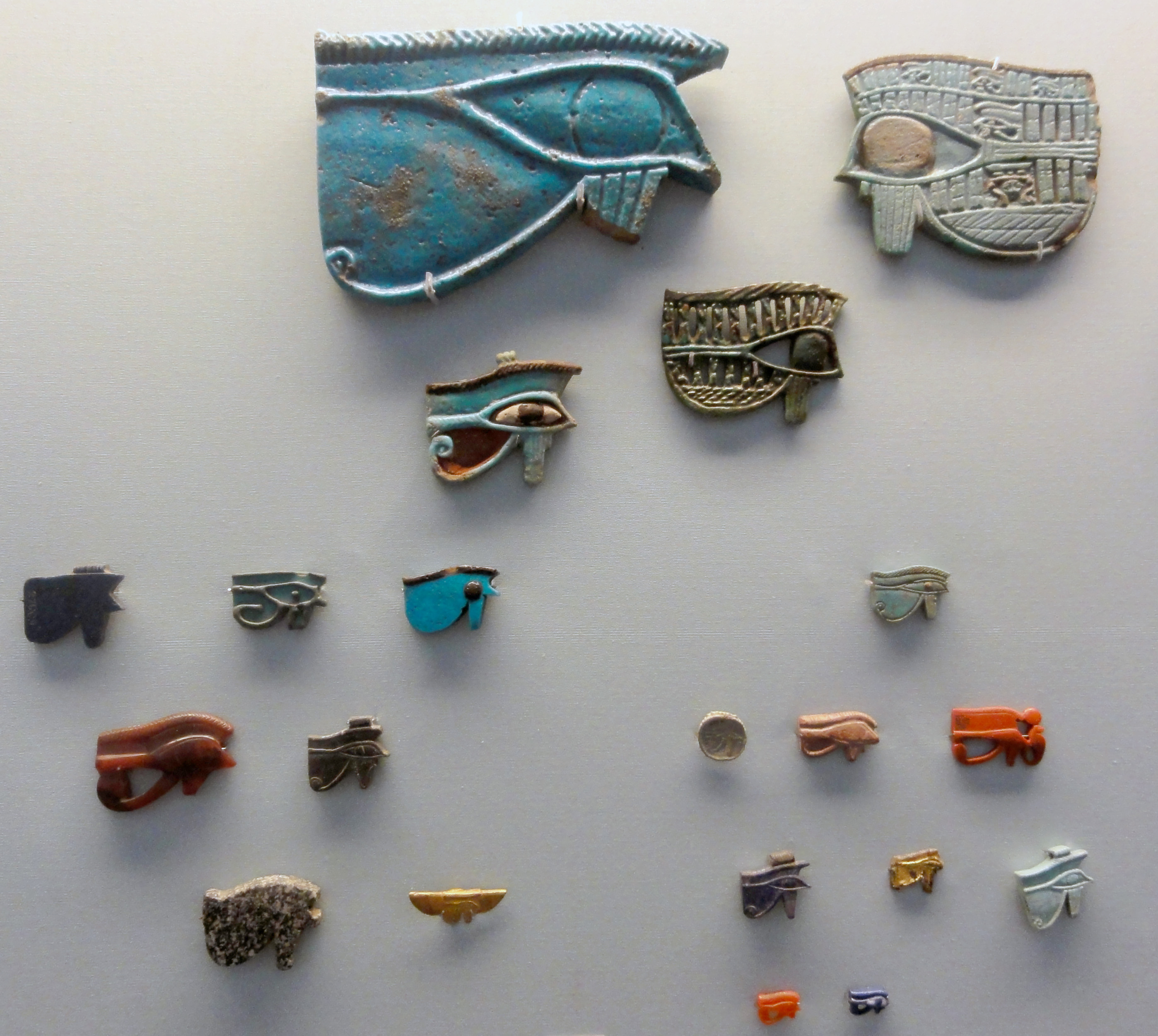
Coleção de amuletos do Museu Britânico, sala 62
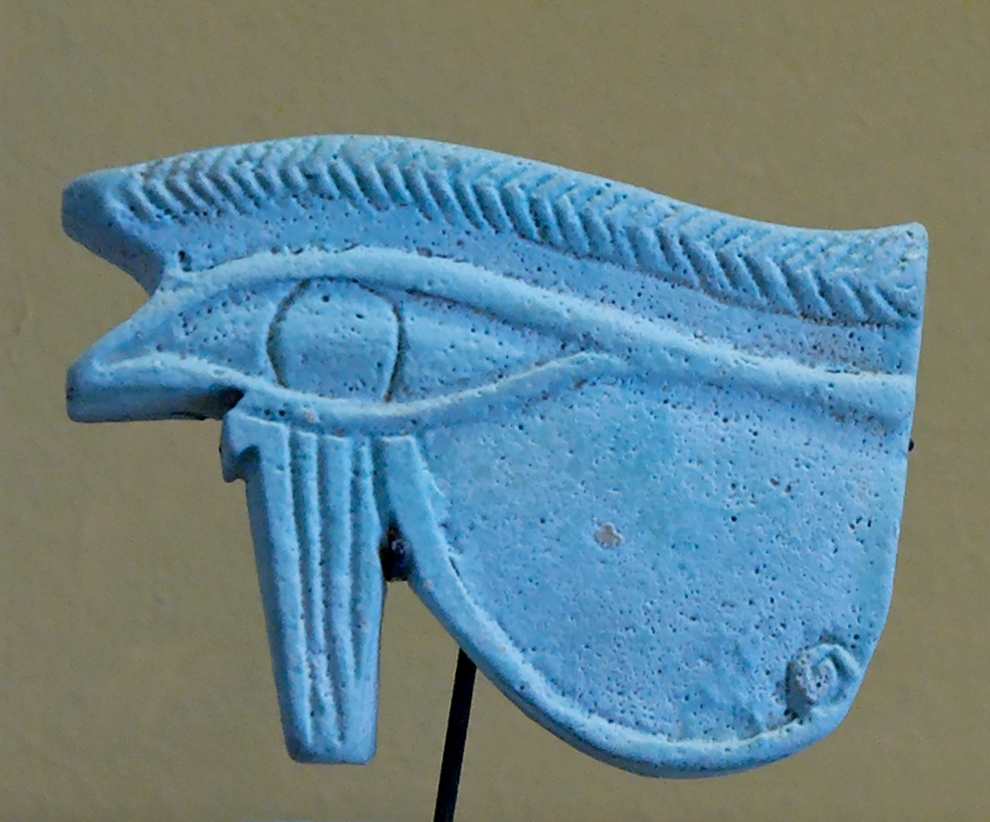
Amuleto Earthenware Wedjat no Louvre, c. 500–300 BCE
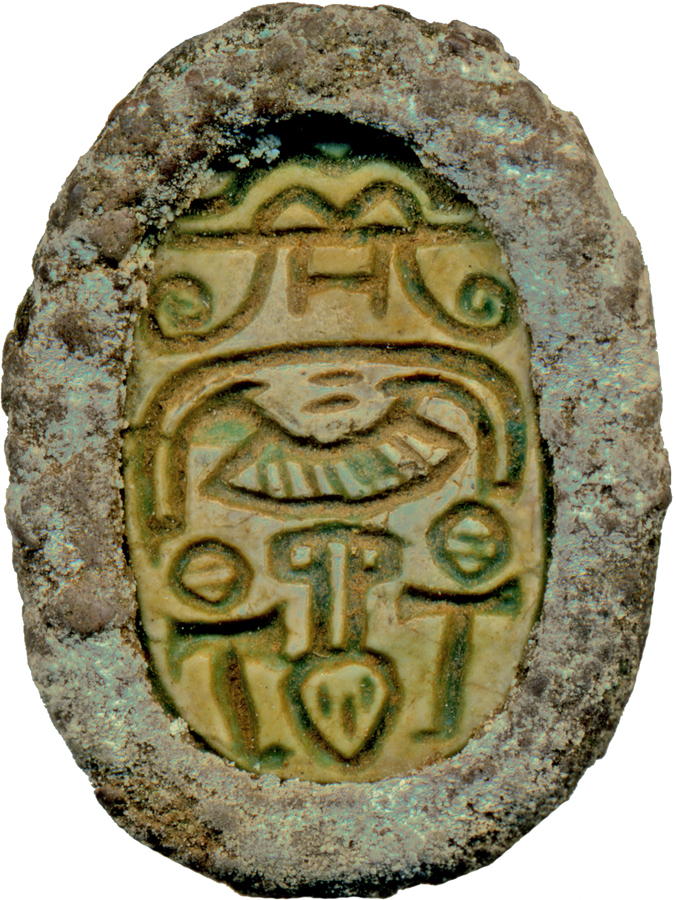
Escaravelho. Museu de Arte Walters